# Polderdrietandglimmer
De polderdrietandglimmer (Amara strenua) is een keversoort uit de familie van de loopkevers (Carabidae). De wetenschappelijke naam van de soort werd in 1832 gepubliceerd door Christoph Zimmermann.